# Кабульдинов, Зиябек Ермуханович
Зиябек Ермуханович Кабульдинов (каз. Зиябек Ермұханұлы Қабылдинов; род. 13 декабря 1965, Байдалин, Омская область) — казахстанский учёный, доктор исторических наук, профессор Евразийского национального университета имени Л. Н. Гумилёва, академик Национальной академии наук Казахстана, директор Института истории и этнологии имени Ч. Ч. Валиханова.

## Биография
Родился 13 декабря 1965 года в селе Байдалин Таврического района Омской области. В 1983 году окончил Пристанскую среднюю школу. В 1984—1986 гг. проходил службу в рядах ВС СССР. В 1986—1991 гг. обучался на дневном отделении исторического факультета Омского государственного университета.
В 1994 году переехал в Республику Казахстан, в Павлодар. В 1998—2000 гг. обучался в Казахском институте правоведения и международных отношений по специальности «Юриспруденция» (Казахстан).
В 1997 г. защитил кандидатскую диссертацию «Казахи Западной Сибири во второй половине XIX — начале XX вв. (историко-демографический аспект)» (Алматы, 1997, АГУ им. Абая, научный руководитель — Ж. К. Касымбаев). В 2003 г. защитил докторскую диссертацию «Казахи внутренних губерний Российской империи в XVIII-начале XX вв. (исторический аспект)» (Алматы, 2003, АГУ им. Абая, научный консультант — Ж. К. Касымбаев).
Автор более 500 научных публикаций, 5 монографий и 7 учебных пособий, в том под эгидой МОН РК. Автор школьных учебников по «Истории Казахстана» за 8, 9 и 11 классы, рекомендованные МОН РК (2008,2012, 2016, 2018, 2019, 2020 гг.).
Женат, двое детей.

## Трудовой путь
- январь — май 1984 — Байдалинская восьмилетняя школа Таврического района Омской области, учитель русского языка;
- октябрь 1991 — февраль 1993 — Омское отделение общества «Қазақ тілі»;
- февраль 1993 — май 1994 — редакция газеты «Омбы уні», обозреватель;
- 1994 — Кинотеатр имени Ш. Айманова, методист;
- сентябрь 1994 — январь 1996 — преподаватель истории университета «Кайнар» (Павлодарский филиал);
- январь 1996 — май 1997 — корреспондент редакции газеты «Дауа»;
- май 1997 — октябрь 2003 — в Павлодарском юридическом колледже МВД РК: старший преподаватель, и. о. заведующего кафедрой языковой подготовки, начальник факультета, первый заместитель начальника колледжа по учебной работе. Специальное звание «майор юстиции».
- октябрь 2003 — март 2004 — заведующий кафедрой древней и средневековой истории ПГУ имени С. Торайгырова.

В Евразийском национальном университете им. Л. Н. Гумилева:
- март — июль2004 — заведующий кафедрой истории;
- июль 2004 — июнь 2005 — советник ректора;
- июнь 2005 — июнь 2006 — проректор по воспитательной работе;
- июнь — декабрь 2006 — заведующий кафедрой всемирной истории и археологии;
- апрель 2007 — сентябрь 2008 — заведующий кафедрой Всемирной истории и археологии;
- сентябрь 2008 — январь 2010 — декан факультета социальных наук;
- январь 2010 — сентябрь 2011 — проректор по административно-хозяйственной работе;
- октябрь 2011 — июнь 2017 — директор НИЦ «Евразия» ЕНУ им. Л. Н. Гумилева, профессор кафедры истории Казахстана.

С июня 2017 года является директором Института истории и этнологии имени Ч. Ч. Валиханова.
Главный редактор научных журналов «Отан тарихи», «edu.e-history.kz» и «Туркестанский вестник». Член редакционных коллегий нескольких научных журналов.
Академик НАН РК.

## Работы

###### Монографии
- Казахи Тобольской и Томской губерний во второй половине XVIII—XX вв. — Павлодар, 2001. — с. 293 (автор)
- Казахи внутренних губерний России во второй половине XVIII — начале XX веков (историко-демографический аспект). — Павлодар, 2002. — 232 с (автор)
- Казахи России в XVIII-начале XX. — Алматы, 2009. — 400 с. (автор).
- Султанмамет султан: государственный деятель, дипломат и батыр". — Алматы, 2018.
- История Казахстана (XVIII в.- 1914 г.). Учебник для 8 (7) класса школы. — Алматы: Атамура, 2018—304 с.
- История Казахстана (1900—1945). Учебник для 9 (8) класса — Алматы, 2019—234 с.
- История Казахстана. Учебник для 11 класса. В 2-х частях. — Алматы, 2020—320 с.

###### Хрестоматии
- История Казахстана (XVIII в. — 1914 г.). Хрестоматия для 8 (7) класса общеобразов. школы. — Алматы: Атамура, 2018—130 с.
- История Казахстана (1900—1945). Хрестоматия для 9 (8) класса — Алматы, 2019—126 с.
- История Казахстана. Хрестоматия для 11 класса в 2-х частях. — Алматы, 2020—143 с.

###### Учебные пособия и энциклопедии
- «Казахи Омского уезда Акмолинской области», «Религий в Казахстане: история и современность», «История Астаны», «Народ Казахстана: история и современность», «Патриотическое воспитание молодежи», «Они прославили землю казахскую на века», терминологический словарь по истории Казахстана и др.).
- Толковый словарь исторических терминов. — Астана, 2009. — 320с.
- Патриотическое воспитание молодежи. Опыт молодежных организации. — Астан, 2011. — 172 с.
- Ауыл Байдалин (Байтуяк): прошлое и настоящее. — Книга. Астана, 2014. — 288 с.
- Казахи Омского Прииртышья. Энциклопедия. Книга 1. — Омск, 2015. — с.488 (составитель, главный научный консультант).
- Астана: прошлое и настоящее. — Астана, 2017. — 344 с. (на 3-х языках).
- Историческая энциклопедия Казахстана в 3-х томах (2018—2020 гг.).

###### Сборники архивных документов
- Алаш. Сборник документов. — Алматы, 2018.
- Султаны и батыры Среднего жуза. Сборник документов. — Алматы, 2018
- Из истории казахско-российских отношений. — Алматы, 2019
- Национально-освободительное движение казахского народа в конце XVIII-начале XX веков. Сборник документов. — Алматы, 2019—640 с. и т. д.

## Награды
- 2005 г. — Нагрудной знак им. Ы. Алтынсарина
- 2005 г. — Медаль 10-летия Конституции РК
- 2007 г. — «Лучший преподаватель вуза Казахстана 2007 года».
- 2019 г. — нагрудной знак «За заслуги в развитии науки Республики Казахстан».
- 2022 г. — Орден «Құрмет» за заслуги в развитие науки и образования Республики Казахстан (Указ Президента Республики Казахстан от 1 июня 2022 года)